# Chris Copping

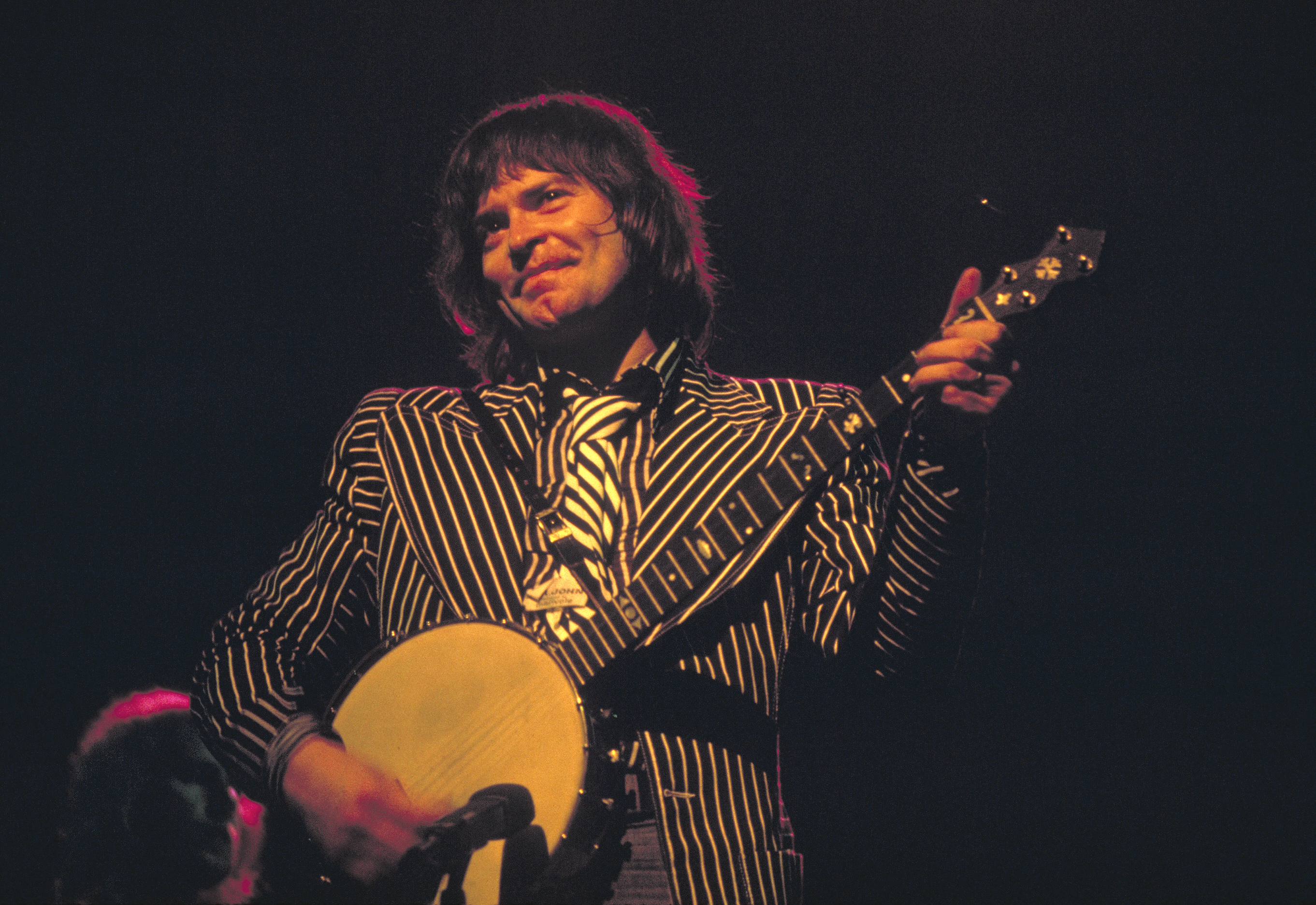
Chris Copping en 1975.

Chris Copping (29 de agosto de 1945 en Middleton, Lancashire, Inglaterra) es un músico y compositor británico, popular por haber hecho parte de la agrupación Procol Harum a finales de la década de 1970. También ha realizado composiciones para televisión y cine. Predominantemente ejecuta el órgano Hammond, el piano y el bajo.

## Carrera
En 1960 se unió a una agrupación llamada The Paramounts como guitarrista, abandonándola en diciembre de 1962 para estudiar química en la Universidad de Leicester. Entre 1963 y 1966 realizó sus estudios, graduándose en química. En 1969 fue invitado por el guitarrista Robin Trower para reemplazar a Matthew Fisher en el órgano y a David Knights en el bajo en Procol Harum.
Entre diciembre de 1969 y marzo de 1977 Copping grabó siete álbumes con la banda. Después de grabar el álbum Something Magic, abandonó Procol Harum, siendo reemplazado por Dee Murray para la respectiva gira. En 1978 se trasladó a Australia donde continuó tocando y componiendo música.